# 해남향교 대성전
해남향교 대성전(海南鄕校 大成殿)는 대한민국 전라남도 해남군 해남읍 수성리에 있는 건축물이다. 1984년 2월 29일 전라남도의 문화재자료 제77호로 지정되었다.

## 개요
향교는 공자와 여러 성현께 제사를 지내고 지방민의 교육과 교화를 위해 나라에서 세운 교육기관이다.
해남향교를 처음 지은 정확한 연대는 알 수 없으나 고려시대로 보인다. 조선 성종 13년(1482)에 지금 있는 자리로 옮겨 지었으며 이후 여러 차례 수리하였다.
건물 배치는 뒤쪽에 대성전과 내삼문, 앞쪽에 명륜당을 일직선상으로 하고 좌·우에 동재와 서재 등을 배치한 전학후묘의 형식이다.
대성전은 앞면 3칸·옆면 3칸의 규모로, 지붕은 옆면에서 볼 때 사람 인(人)자 모양인 맞배지붕이다. 안쪽에는 공자를 비롯한 중국과 한국 유학자의 위패를 모시고 있다.
조선시대에는 나라에서 토지와 노비·책 등을 지원받아 학생을 가르쳤으나, 지금은 교육 기능은 없어지고 제사 기능만 남아 있다.

## 참고 자료
- 해남향교대성전 - 국가유산청 국가유산포털